# معركة فيلرسيكسيل
معركة فيلرسيكسيل (بالفرنسية: Bataille de Villersexel) هي معركة دارت في 9 يناير 1871 ضمن الحرب الفرنسية البروسية بين قوات جيش الشرق الفرنسي بقيادة الجنرال شارل دينيس بورباكي، وقوات ألمانية بقيادة الجنرال البروسي أوجوست فون فيردر. وقد انتهت المعركة بانتصار فرنسي.

## خلفية
في سياق الحرب الفرنسية البروسية التي اندلعت عام 1870، كان الجيش الفرنسي في حالة تراجع مستمر أمام تقدم القوات الألمانية. ومع بداية عام 1871، أُعيد تنظيم ما تبقى من الجيش الفرنسي في شرق البلاد تحت اسم "جيش الشرق" بقيادة الجنرال بورباكي. وكانت مهمته محاولة إنقاذ حصن بلفور المحاصر والتصدي للتقدم الألماني نحو الجنوب.
في المقابل، كانت القوات الألمانية بقيادة فيردر تسعى لإيقاف التقدم الفرنسي وتأمين خطوط الإمداد في منطقة فرانش كونته، ما جعل التصادم بين الطرفين أمرًا محتمًا.

## مجريات المعركة
في 9 يناير 1871، هاجمت القوات الفرنسية مدينة فيلرسيكسيل الواقعة على نهر الأواز. بعد معارك عنيفة دارت في الشوارع وحول قلعة المدينة، تمكن الفرنسيون من صدّ القوات الألمانية وإجبارها على التراجع.
تميزت المعركة بالاشتباكات الحضرية المباشرة، والمناورات السريعة في تضاريس ريفية، واستخدام المدفعية بشكل مكثف من كلا الجانبين. وقد أدت الطبيعة المفاجئة للهجوم الفرنسي إلى إرباك القوات الألمانية التي لم تكن تتوقع مواجهة واسعة في تلك النقطة.

## النتائج
أسفرت المعركة عن:
- انتصار فرنسي أعاد مؤقتًا الثقة للقوات الفرنسية بعد سلسلة من الهزائم.
- إجبار القوات الألمانية على التراجع شمالًا مؤقتًا لإعادة التنظيم.
- السماح لجيش بورباكي بالتقدم نحو بلفور، رغم أنه سيتوقف لاحقًا بسبب ظروف الإمداد والشتاء القاسي.

رغم الانتصار، لم تُغيّر المعركة مسار الحرب التي كانت تميل لصالح ألمانيا، لكنها بقيت من الانتصارات القليلة التي حققتها فرنسا في تلك المرحلة.